# Dermasterias imbricata
Dermasterias imbricata es la única especie del género Dermasterias, un equinodermo asteroideo de la familia Asteropseidae. Es una estrella de mar que habita el litoral del Pacífico de América del Norte.

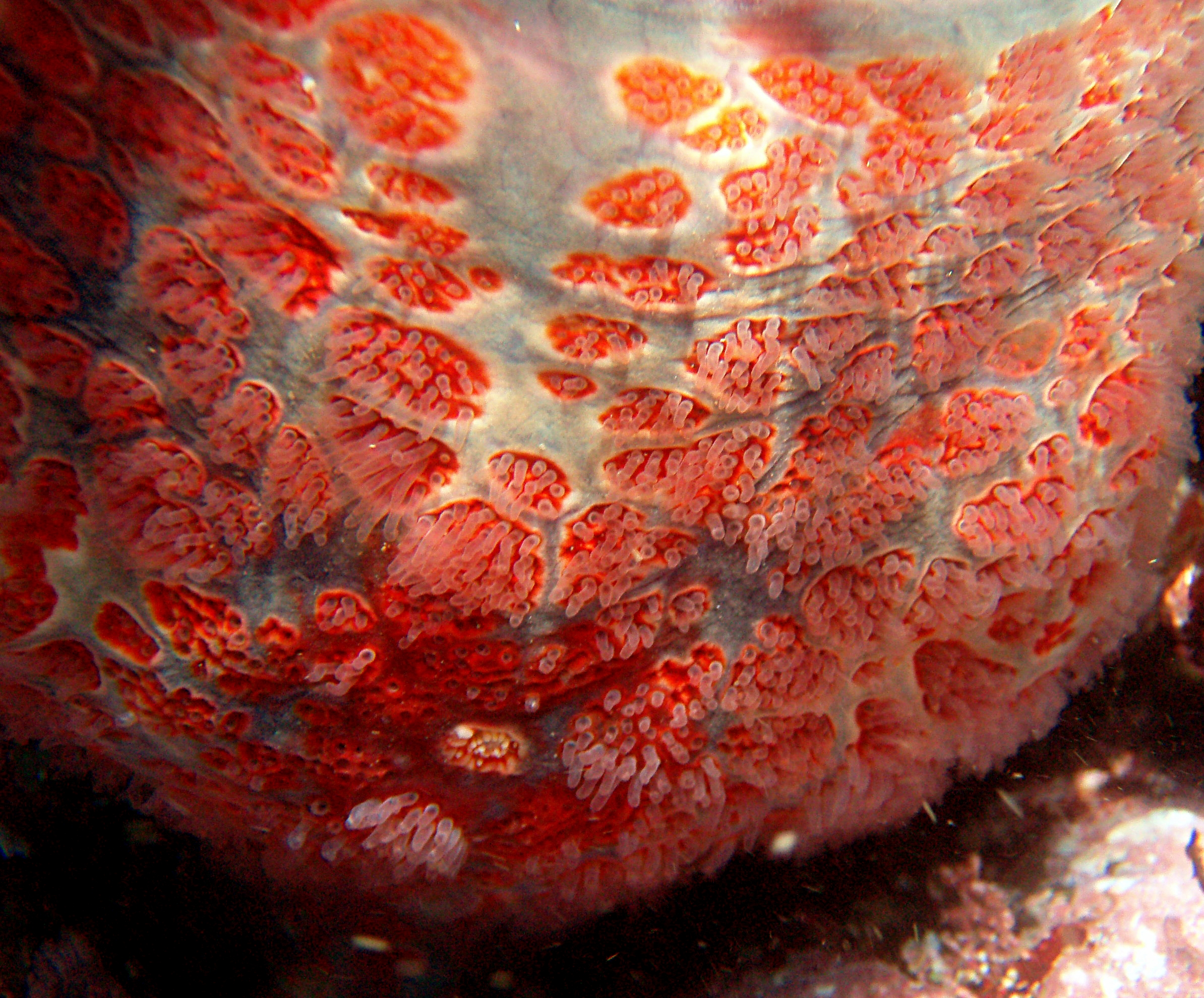
Dermasterias imbricata (primer plano).